# Preservativo
Preservativo ou camisa de Vénus (no português europeu), conhecido informalmente como camisinha, é um contraceptivo de barreira usado durante uma relação sexual para diminuir a probabilidade de ocorrência de uma gravidez e de transmissão de infeções sexualmente transmissíveis (IST). A utilização de preservativo diminui drasticamente o risco de contrair VIH/SIDA, gonorreia, clamídia, tricomoníase e hepatite B. Os preservativos oferecem também proteção contra a transmissão de herpes genital, vírus do papiloma humano (VPH) e sífilis. Existem preservativos masculinos e preservativos femininos. O preservativo masculino tem a vantagem de ser barato, de fácil utilização e estar associado a muito poucos efeitos secundários, oferecendo ainda protecção acrescida contra doenças sexualmente transmissíveis.
O preservativo masculino é desenrolado no pénis erecto do homem antes da relação sexual e forma uma barreira física, impedindo o sémen ejaculado de entrar em contacto com o corpo do parceiro sexual. Atualmente, a maioria dos preservativos masculinos é fabricada em látex. Para pessoas com alergia ao látex estão disponíveis preservativos de poliuretano ou borracha sintética. Os preservativos femininos são geralmente fabricados em poliuretano e podem ser usados várias vezes. Quando usado em todas as relações sexuais, a taxa de gravidez entre as mulheres cujo parceiro sexual usa preservativo masculino é de 2% por ano para uma utilização perfeita e 18% por ano para uma utilização típica. Os preservativos são também usados para recolha de sémen em tratamentos de infertilidade. Uma vez que os preservativos são à prova de água, elásticos e duráveis, são ainda utilizados para diversas finalidades sem propósitos sexuais.
Desde o século XIX que os preservativos são um dos mais comuns métodos contraceptivos em todo o mundo. A utilização de preservativos enquanto forma de prevenir a transmissão de IST remonta pelo menos a 1564. Em 1855 apareceram no mercado os primeiros preservativos de borracha, seguidos pelos de látex na década de 1920. Em todo o mundo, o preservativo é o método contracetivo de eleição de cerca de 10% das pessoas que usam algum tipo de contraceção. A taxa de utilização é maior nos países desenvolvidos. Anualmente são vendidos entre seis a nove mil milhões de preservativos. Embora amplamente aceites na sociedade contemporânea, a sua utilização gera ainda alguns focos de controvérsia. Os preservativos fazem parte da lista de medicamentos essenciais da Organização Mundial de Saúde, uma lista com os medicamentos mais eficazes e seguros imprescindíveis num sistema de saúde.

## Eficácia clínica

### Na prevenção da gravidez
A eficácia do preservativo, tal como qualquer método contraceptivo, pode ser avaliada de duas formas. A taxa de eficácia relativa ao "uso perfeito" só inclui indivíduos que usam preservativos de forma correta e consistente. A taxa de eficácia para o "uso típico" abrange todos os utilizadores de preservativos, incluindo os que usam de forma incorrecta ou que não os usam em todas as relações. Ambas as taxas referem-se geralmente ao primeiro ano de uso. A fórmula de cálculo mais comum é o índice de Pearl.
A taxa de gravidez para uma utilização típica do preservativo varia entre 10-18% ao ano, dependendo da população em estudo. Para uma utilização perfeita, a taxa de gravidez é de 2% ao ano. O preservativo pode ser conjugado com outras formas de contracepção para uma protecção acrescida, como os espermicidas.

### Na prevenção de doenças sexualmente transmissíveis

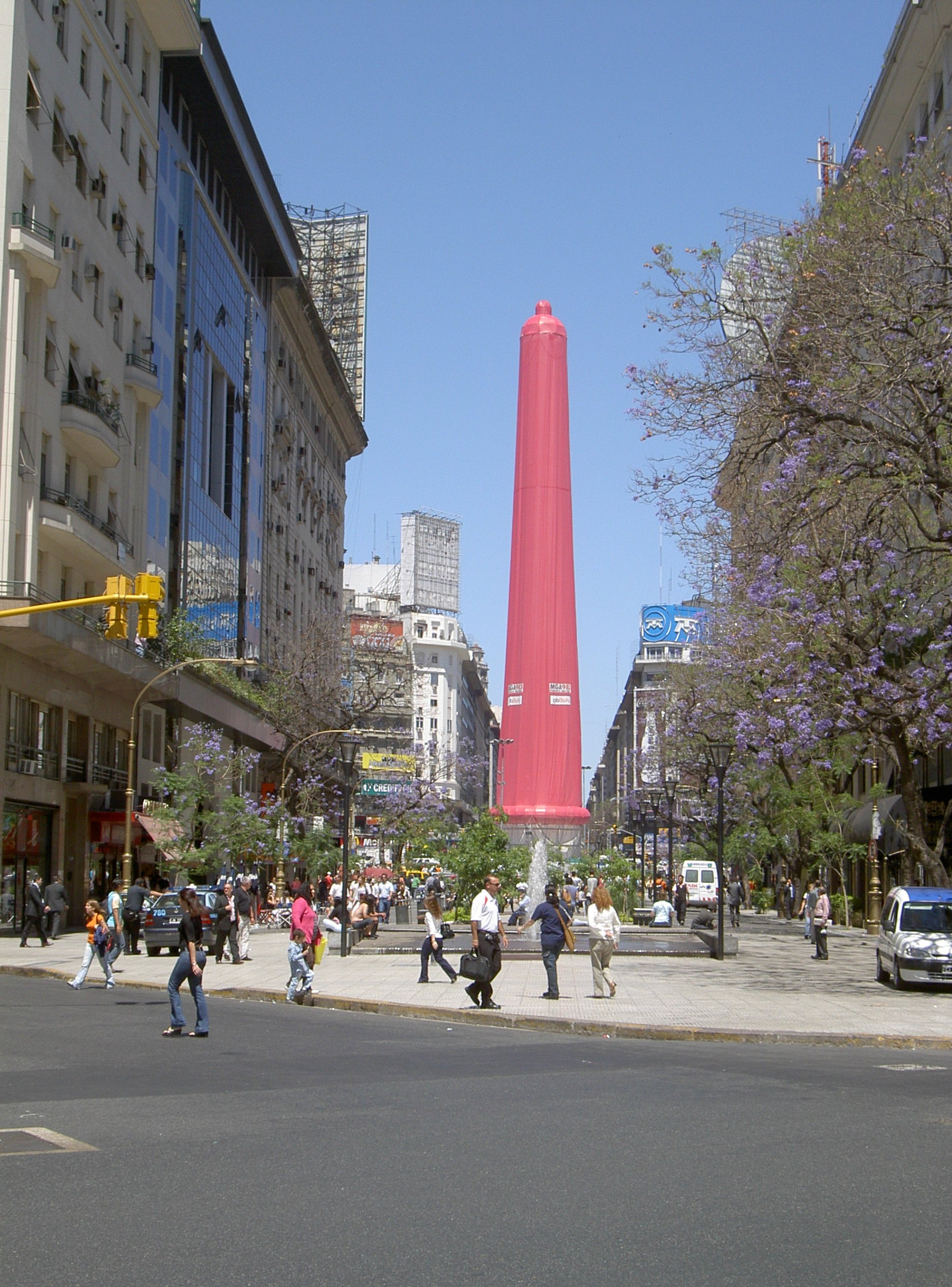
O uso de preservativo para prevenir doenças sexualmente transmissíveis é incentivado por inúmeras campanhas de consciencialização pública em todo o mundo. Na imagem, o Obelisco de Buenos Aires coberto por um preservativo de 67 metros durante o Dia Mundial de Luta Contra a Sida.

Os preservativos são amplamente recomendados na prevenção de doenças sexualmente transmissíveis. Têm-se mostrado eficazes na redução das taxas de infecção em parceiros de ambos os sexos. Embora nunca perfeito, o preservativo é eficaz na redução da transmissão de organismos que provocam SIDA, herpes genital, cancro do colo do útero, verrugas genitais, sífilis, clamídia e gonorreia, entre outras.  Os preservativos são ainda recomendados enquanto método auxiliar de métodos de controlo de natalidade mais eficazes, em situações onde também é necessária protecção contra DST.
Um relatório de 2000 conclui que a utilização correcta e consistente de preservativo de látex reduz o risco de transmissão de VIH/SIDA cerca de 85% em relação ao risco na ausência de protecção. A taxa de infecção com a utilização de preservativo é de 0,9 por 100 pessoas-ano, muito inferior ao valor sem protecção de 6,7 por 100 pessoas-ano. Uma análise publicada em 2007 pela Organização Mundial de Saúde estimou a redução de risco entre os 80 a 95%. Embora o preservativo seja eficaz ao limitar a exposição ao agente infeccioso, continua a haver um pequeno risco de transmissão. As áreas infectadas de órgãos genitais, sobretudo quando os sintomas são observáveis, podem não ser cobertas pelo preservativo, o que possibilita o contágio de certas doenças através de contacto directo. No entanto, o principal factor que limita a eficácia do preservativo na protecção de DST é a sua utilização de forma inconsistente.
O preservativo pode também ser útil no tratamento de alterações pré-cancerígenas do colo do útero. A exposição ao vírus do papiloma humano, mesmo em indivíduos já infectados com esse vírus, aparenta aumentar o risco de alterações pré-cancerígenas. O uso de preservativo ajuda a promover a regressão destas alterações. Para além disso, investigadores no Reino Unido sugerem que uma hormona do sémen pode agravar uma situação de cancro do colo do útero, pelo que o uso de preservativo pode prevenir a exposição a essa hormona.

### Causas para falhas
O preservativo pode deslizar para fora do pénis após a ejaculação, romper-se devido a uma aplicação incorrecta ou danos físicos (como fissuras ao abrir a embalagem), ou ainda romper-se devido à degradação do látex (geralmente como consequência do uso fora do prazo de validade, armazenamento incorrecto ou exposição a óleos). A taxa de rompimento situa-se entre 0,4-2,3% e a taxa de deslize entre 0,6-1,3%. Mesmo quando não se verifica deslize ou ruptura, 1% a 2% das mulheres apresentam indícios de sémen após relação sexual com preservativo. O nível de exposição ao sémen varia consoante a causa da falha. Se a falha ocorre durante a aplicação, o preservativo danificado pode ser descartado e aplicado um novo antes do início da penetração, sem existir risco para o utilizador. Um estudo confirmou que a exposição ao sémen a partir de um preservativo rompido era cerca de metade do valor para sexo sem protecção, e que a exposição após o deslize do preservativo era cerca de um quinto do valor para sexo sem protecção. Os utilizadores experientes de preservativos têm muito menor probabilidade de experimentar um deslize do que novos utilizadores. Um artigo sugere que a educação para o uso correcto do preservativo reduz o risco de comportamentos por parte do utilizador que potenciam o risco de ruptura e deslize.
É comum a alegação de que a utilização em simultâneo de dois preservativos pode aumentar a taxa de falha, devido à fricção de borracha com borracha. Esta alegação não é suportada por dados científicos. Os estudos limitados realizados sobre este assunto defendem que a utilização simultânea provavelmente não é prejudicial, sendo possivelmente benéfica.
Os preservativos convencionais são adequados a praticamente todos os tamanhos do pénis humano, embora haja vários graus de conforto e de risco de deslize. Muitos dos fabricantes disponibilizam tamanhos maiores ou mais pequenos. Alguns disponibilizam até preservativos feitos à medida, alegando serem mais fiáveis e oferecerem maior sensação de conforto e/ou prazer.  Alguns estudos associaram pénis maiores e preservativos mais pequenos com um maior risco de ruptura e menor risco de deslize, e vice-versa. No entanto, outros estudos têm sido inconclusivos. A espessura do preservativo não tem relação com o risco de ruptura, sendo os mais finos tão eficazes como os mais espessos. No entanto, é recomendado aos fabricantes que evitem o fabrico de preservativos demasiadamente finos ou espessos, uma vez que se considera ambos menos eficazes. Alguns autores encorajam os utilizadores a escolher preservativos mais finos devido à maior durabilidade, sensação de prazer e conforto, embora outros avisem que quanto mais fino o preservativo, menor é a força necessária para o romper.
Entre os casais que utilizam o preservativo como método contraceptivo, a principal causa da taxa de falha por uso típico (em oposição ao uso perfeito) são comportamentos de risco em que ocasionalmente se opta por "arriscar" quando não se tem disponíveis preservativos. Outra causa possível para a falha do preservativo enquanto método anticoncepcional é a coerção reprodutiva, cujo principal motivo é o desejo de ter um filho contra a vontade ou consentimento do parceiro. Há relatos por parte de algumas profissionais do sexo nigerianas sobre clientes que deliberadamente danificam os preservativos em retaliação pelo facto de serem forçados a usá-los.

## Tipos

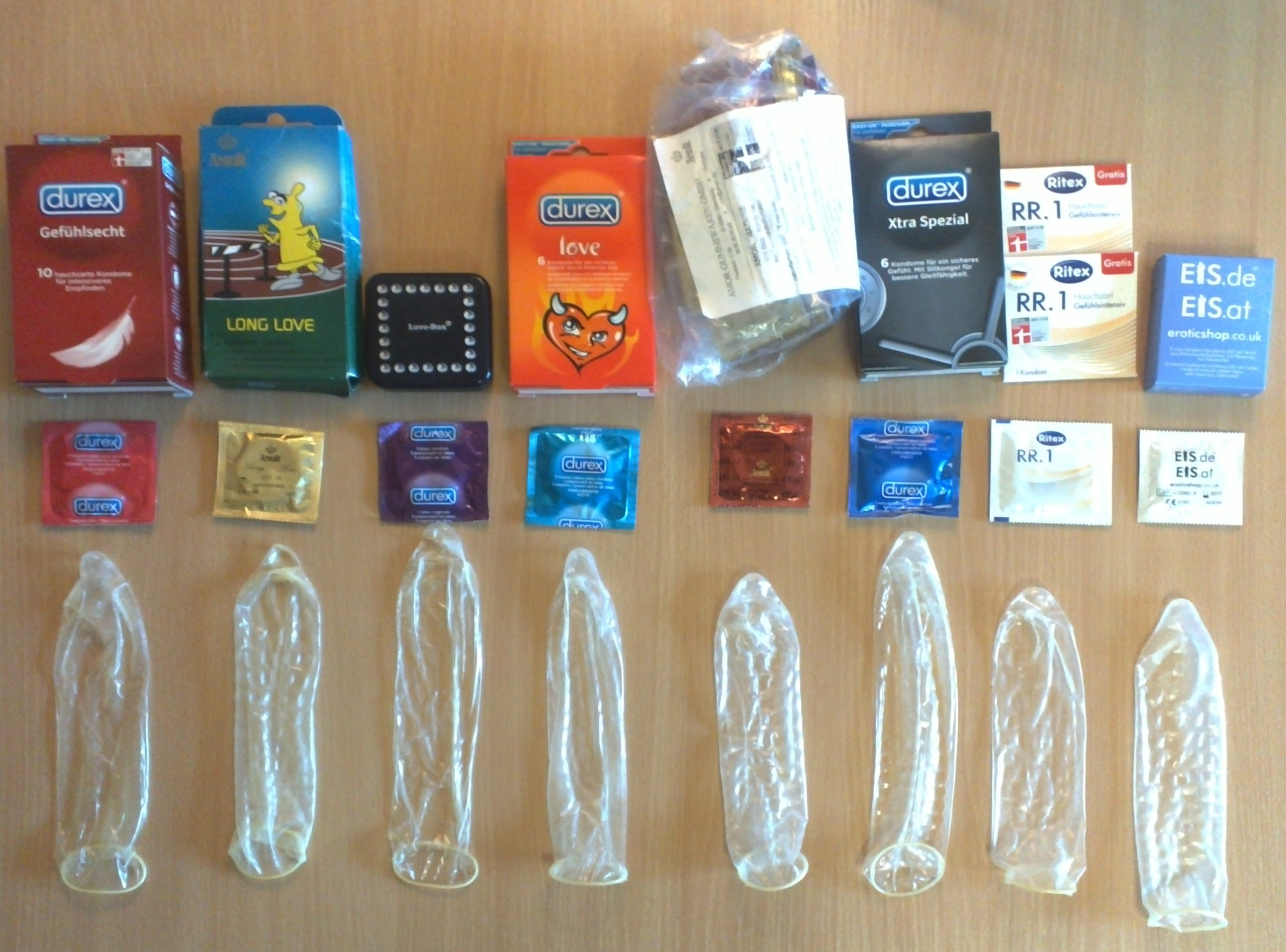
Atualmente estão disponíveis preservativos de diversos tamanhos, aparência e embalagem. Alguns são comercializados em embalagens de cartão com 6-12 unidades ou mais, enquanto outros são de distribuição gratuita em 1-3 unidades. Para cada preservativo é mostrada a embalagem (em cima), o invólucro de proteção (a meio) e o preservativo desenrolado (em baixo)

A maior parte dos preservativos tem na extremidade um reservatório, fazendo com que seja mais fácil depositar o sémen ejaculado. Os preservativos são vendidos em diversos tamanhos e com diversos tipos de superfície com o intuito de estimular o parceiro sexual. Normalmente são vendidos com uma camada de lubrificante de modo a tornar mais fácil a penetração. Os preservativos com sabor são usados principalmente para sexo oral. A maior parte é fabricada com látex, embora estejam também à venda preservativos em poliuretano.

### Materiais

#### Látex natural
O látex tem propriedades elásticas notáveis: a sua resistência à tração é superior a 30 MPa e pode ser esticado até 800% antes de romper. Em 1990 a Organização Internacional para Padronização definiu padrões para o fabrico de preservativos (ISO 4047 - preservativos de látex natural), seguida pelo Comité Europeu de Normalização (Directiva 93/42/EEC sobre dispositivos médicos). Cada preservativo de látex é testado para a presença de orifícios através de uma corrente eléctrica. Se o preservative passa no teste, é enrolado e embalado. Para além disso, uma percentagem de cada lote é testada com recurso a fugas de água ou ar.
Embora as vantagens do látex o tenham tornado o material mais comum para o fabrico de preservativos, apresenta algumas desvantagens. Os preservativos de látex deterioram-se quando são aplicadas como lubrificante quaisquer substâncias à base de óleo, como por exemplo vaselina, óleo de cozinha, óleo mineral, loção, protetor solar, manteiga ou margarina. O contacto com o óleo faz com que o látex perca a elasticidade, aumentando a probabilidade de romper. A alergia ao látex, relativamente comum, é também um dos principais motivos para o uso de materiais alternativos. Em maio de 2009 foi aprovado nos Estados Unidos um composto de látex previamente tratado de forma a remover 90% das proteínas responsáveis pelas reações alérgicas. Estão também disponíveis no mercado preservativos isentos de alergénios fabricados com látex sintético.

#### Sintéticos
O material mais comum para o fabrico de preservativos, à excepção do látex, é o poliuretano. Podem também ser feitos a partir de outros materiais sintéticos, como a resina AT-10 ou o poliisopropeno. Os preservativos de poliuretano são geralmente da mesma espessura dos de látex, entre 0,04 mm e 0,07 mm. O poliuretano pode ser considerado superior ao látex em vários aspetos: conduz melhor o calor, não é tão sensível à temperatura e às radiações ultravioleta (tendo assim maior prazo de validade), pode ser usado com lubrificantes à base de óleo, é menos propenso a causar alergias e não apresenta odor. Os preservativos de poliuretano são aprovados para venda nos Estados Unidos como método efectivo de contracepção e prevenção do VIH, tendo demonstrado em ensaios laboratoriais ser tão efectivos como os de látex para estes propósitos. No entanto, os preservativos de poliuretano quando comparados com os de látex são menos elásticos, mais propensos a rasgar ou a sair do pénis e mais dispendiosos. O poliisopreno é uma versão sintética do látex de borracha natural. Embora bastante mais caro, apresenta as vantagens do látex mas sem a proteína responsável pelas alergias. Tal como os preservativos de poliuretano, conduzem melhor o calor do corpo embora, ao contrário dos de poliuretano, também não possam ser usados com lubrificantes à base de óleo.

### Com espermicida
Alguns fabricantes têm à disposição preservativos de látex lubrificados com uma pequena quantidade de espermicida, geralmente nonoxinol-9. No entanto, os preservativos lubrificados com espermicida não têm qualquer benefício acrescido na prevenção da gravidez quando comparados com os restantes, para além de terem menor prazo de validade e poderem causar infecções do trato urinário na mulher. Por outro lado, acredita-se que a aplicação de espermicida embalado à parte pode aumentar a eficácia contraceptiva dos preservativos.
Até há pouco tempo, acreditava-se que o nonoxil-9 oferecia proteção acrescida contra doenças sexualmente transmissíveis (incluindo VIH). No entanto, investigações recentes concluíram que com o uso frequente, o nonoxil-9 pode de facto aumentar o risco de transmissão de VIH. A Organização Mundial de Saúde alega que os preservativos lubrificados com espermicidas devem deixar de ser promovidos. No entanto, sustenta que ainda assim é preferível um preservativo lubrificado com nonoxil-9 a nenhum preservativo. Em 2005, nove fabricantes mundiais cessaram por completo o fabrico de preservativos com nonoxil-9.

### Texturados
Os preservativos texturados são aqueles que são desenhados com saliências na superfície de modo a proporcionar maior sensação de prazer para ambos os parceiros. As saliências podem localizar-se no interior, exterior, ou em ambos os lados. Estão dispostas em locais específicos de modo a oferecer estimulação directa do ponto G ou do freio. Muitos dos preservativos com textura que são anunciados como "prazer mútuo" têm uma forma arredondada na ponta de modo a oferecer maior estimulação ao homem. Algumas mulheres experienciam irritação durante a penetração vaginal com preservativos texturados.

### Preservativos para adolescentes
Em março de 2010, o governo da Suíça anunciou que planeava promover preservativos menores destinados a adolescentes entre os 12 e 14 anos de idade, na sequência da preocupação pública com o aumento da taxa de gravidez entre as adolescentes e pela potencial disseminação da SIDA nesta faixa etária. Isto deve-se ao facto dos preservativos normais serem muito largos e não oferecerem protecção aos adolescentes durante relações vaginais ou anais. Vários grupos suíços ligados ao planeamento familiar e à prevenção da SIDA exerceram pressão para que fosse criado um preservativo de menor dimensão para uso adolescente, na sequência de uma série de estudos, entre os quais um estudo governamental na Universidade de Basileia, ter demonstrado que os preservativos comuns não eram adequados a adolescentes nestas idades. Os estudos demonstraram ainda que ou o preservativo não atingia o seu propósito, ou os adolescentes os rejeitavam por serem demasiadamente largos, não usando qualquer tipo de protecção. Na sequência desta decisão, passou a estar disponível na Suíça e em alguns países um preservativo juvenil denominado Hotshot. Embora de igual comprimento, o diâmetro, de apenas 4,5 cm é menor do que um preservativo convencional com 5,2 cm. Outros fabricantes começaram também a comercializar preservativos mais estreitos destinados a adolescentes.

### Preservativo com efeito retardante
O preservativo com efeito retardante possui um anestésico misturado com o lubrificante, geralmente à base de benzocaína, fazendo com que o homem consiga retardar a ejaculação.

### Preservativo feminino
Enquanto o preservativo masculino possui um anel apertado na base de forma a mantê-lo seguro no pénis, o preservativo feminino tem um anel semi-rígido que o impede de deslizar para o interior do orifício corporal. O primeiro preservativo feminino era inicialmente fabricado com poliuretano, embora as novas versões sejam feitas a partir de nitrilo e esteja também disponível uma marca em látex.

## Aplicações

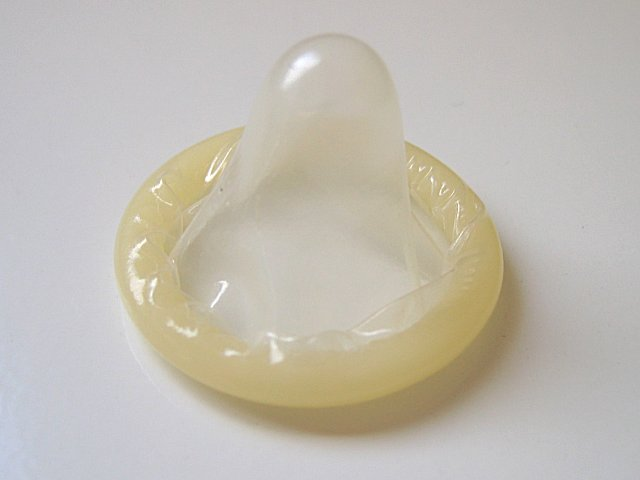
Tanto a Organização Mundial de Saúde como a Organização das Nações Unidas afirmam que o preservativo masculino de látex é a mais eficiente tecnologia disponível para reduzir a infecção sexual de VIH e de outras doenças sexualmente transmissíveis.

### Relações sexuais
Os preservativos masculinos são geralmente embalados no interior de uma embalagem de alumínio, enrolados, e desenhados para serem colocados na extremidade do pénis e depois desenrolados ao longo do pénis erecto. É importante que na extremidade seja deixado um pequeno espaço de modo a formar um reservatório que possa recolher o sémen ejaculado; caso contrário, pode ser impelido a sair pela base. Depois de ser usado, recomenda-se que o preservativo seja embrulhado num lenço ou que seja feito um nó, colocando-o depois num recipiente do lixo.
Alguns casais sentem que o acto de colocação interrompe o sexo, enquanto outros o integram nos preliminares. Alguns casais referem também que a barreira física do preservativo diminui a sensação de prazer. Esta diminuição pode trazer vantagens, como uma ereção prolongada ou atraso no momento da ejaculação, embora também possa trazer desvantagens ao diminuir o estado de excitação sexual. Os defensores do uso do preservativo referem também a vantagem de ser pouco dispendioso, fácil de utilizar e ter muito poucos efeitos secundários.

### Tratamento de infertilidade
Os procedimentos habituais em tratamentos de infertilidade, como o espermograma ou a inseminação artificial, necessitam da recolha de amostras de sémen, geralmente através de masturbação. Em alternativa, pode ser usado um preservativo de recolha durante a relação sexual. Os preservativos de recolha são fabricados em silicone ou poliuretano, uma vez que o látex pode influenciar o esperma. Alguns homens preferem este método, ao mesmo tempo que algumas religiões proíbem por completo a masturbação. Em comparação, as amostras recolhidas com preservativo apresentam ainda maior número de espermatozóides, maior motilidade de esperma e maior percentagem de esperma com fisiologia normal. Devido a estes factores, acredita-se que ofereçam resultados mais precisos em espermogramas, e maior probabilidade de gravidez quando usadas em inseminação intracervical ou intra-uterina.
A terapia com preservativo é ocasionalmente prescrita a casais inférteis, nos quais a mulher tenha elevados níveis de anticorpos antiesperma. Em teoria, acredita-se que diminuição da exposição ao sémen do parceiro diminui também o nível de anticorpos, aumentando assim as probabilidades de atingir uma gravidez no momento em que a terapia é interrompida. No entanto, não se demonstrou ainda que este tipo de terapia aumente a taxa de fertilidade.

### Outras aplicações
Para além da utilização vulgar enquanto método contraceptivo e clínico, os preservativos são também utilizados para diversas outras aplicações, visto serem à prova de água, elásticos e de elevada durabilidade. No contexto militar, desde a Segunda Guerra Mundial que são usados preservativos para cobrir a boca de armas de fogo de forma a impedir a infiltração de sujidade, para oferecer uma barreira estanque em dispositivos de demolições subaquáticas, recipiente para armazenagem de materiais corrosivos e para garrotes improvisados. A utilização de preservativos é também comum no tráfico de cocaína, heroína e diversas drogas pelas fronteiras e para o interior de estabelecimentos prisionais. Geralmente, a substância ilícita é depositada no preservativo, o qual é amarrado com um nó e engolido ou inserido no reto. Estes métodos são extremamente perigosos e potencialmente letais, no caso do preservativo romper, o que faz com que as substâncias no seu interior sejam imediatamente absorvidas pela corrente sanguínea e provoquem uma overdose.
Em ambiente clínico, os preservativos podem também ser usados no revestimento de sondas sondas endovaginais por ultra-sons, ou para a criação de uma válvula de sentido único em descompressões torácicas por agulha de emergência. O preservativo tem também sido usado na proteção de amostras científicas do ambiente exterior, e na criação de uma barreira à prova de água para microfones em situações de gravação debaixo de água.

## Prevalência
A prevalência do uso de preservativo varia de forma muito significativa entre países. A maior parte dos inquéritos sobre o seu uso são realizados entre mulheres casadas ou em uniões informais. O Japão tem o maior índice de uso de preservativo a nível mundial, correspondente a 80% do universo de métodos contraceptivos entre mulheres casadas. Em média, nos países desenvolvidos, o preservativo é o mais popular método contraceptivo; 28% dos utilizadores de contraceptivos casados confiam no preservativo. Na média dos países em vias de desenvolvimento, apenas 6-8% dos utilizadores de contraceptivos casados escolhem o preservativo.
Em Portugal, segundo os dados do Programa Nacional para a Infeção VIH/SIDA relativos a 2010, 36% dos inquiridos afirmaram utilizar o preservativo sempre ou a maior parte das vezes que tem relações sexuais e 84,4% afirmaram utilizar sempre preservativo em relações sexuais ocasionais. O IV Inquérito Nacional de Saúde, realizado entre 2005 e 2006, concluiu que 43,5% dos casais entre os 15 e 55 anos não utilizavam qualquer método contraceptivo. Entre os casais que utilizavam contracepção, o método mais utilizado é a pílula (65,9%), seguida pelo preservativo (13,4%) e o dispositivo intra-uterino (8,8%). No Brasil, segundo dados da UNAIDS Brasil para o ano de 2004, entre os inquiridos em idade jovem (15-24 anos), 57% afirmaram ter usado preservativo na última relação sexual, enquanto que 67% afirmaram ter usado na última relação sexual com parceiros eventuais. Entre o universo de inquiridos em qualquer idade, 25% afirmaram ter usado preservativo em todas as relações sexuais durante o último ano, enquanto que 51% afirmaram ter usado o preservativo de forma consistente nos casos de parceiros ocasionais. Dados do Target Group Index do período entre 2012 e 2017 mostram queda na compra (-21%) e no uso (-9%) de preservativos entre os brasileiros adultos, acima dos 18 anos. Na população jovem, entre 18 e 24 anos, a compra de preservativos caiu 25% e o uso 11%.
Em Moçambique, no ano de 2003, 12% das mulheres jovens e 27% dos homens jovens afirmaram ter usado preservativo na última relação sexual. No ano de 2007, o governo distribuiu 40 milhões de preservativos gratuitamente no âmbito do Programa Nacional de DST. Em Angola, no ano de 2006, 66,5% dos inquiridos em áreas urbanas afirmaram ter usado preservativo na última relação com um parceiro/a ocasional. No entanto, nas áreas rurais este número é de apenas 16,7%. Em 2007, o Ministério da Saúde distribuiu gratuitamente cerca de 21 milhões de preservativos. Em São Tomé e Príncipe, entre 2006 e 2007 cerca de 60% dos jovens adultos inquiridos afirmaram ter usado preservativo na última relação sexual com parceiro ocasional. Na Guiné-Bissau, em 2006, 38,8% dos inquiridos entre os 15 e os 24 anos declararam ter usado preservativo na última relação sexual com um parceiro/a com o qual não estivessem casados ou vivessem em união. Em Cabo Verde, 72,3% dos homens e 45,8% das mulheres afirmaram usar preservativo em 2006.

## História

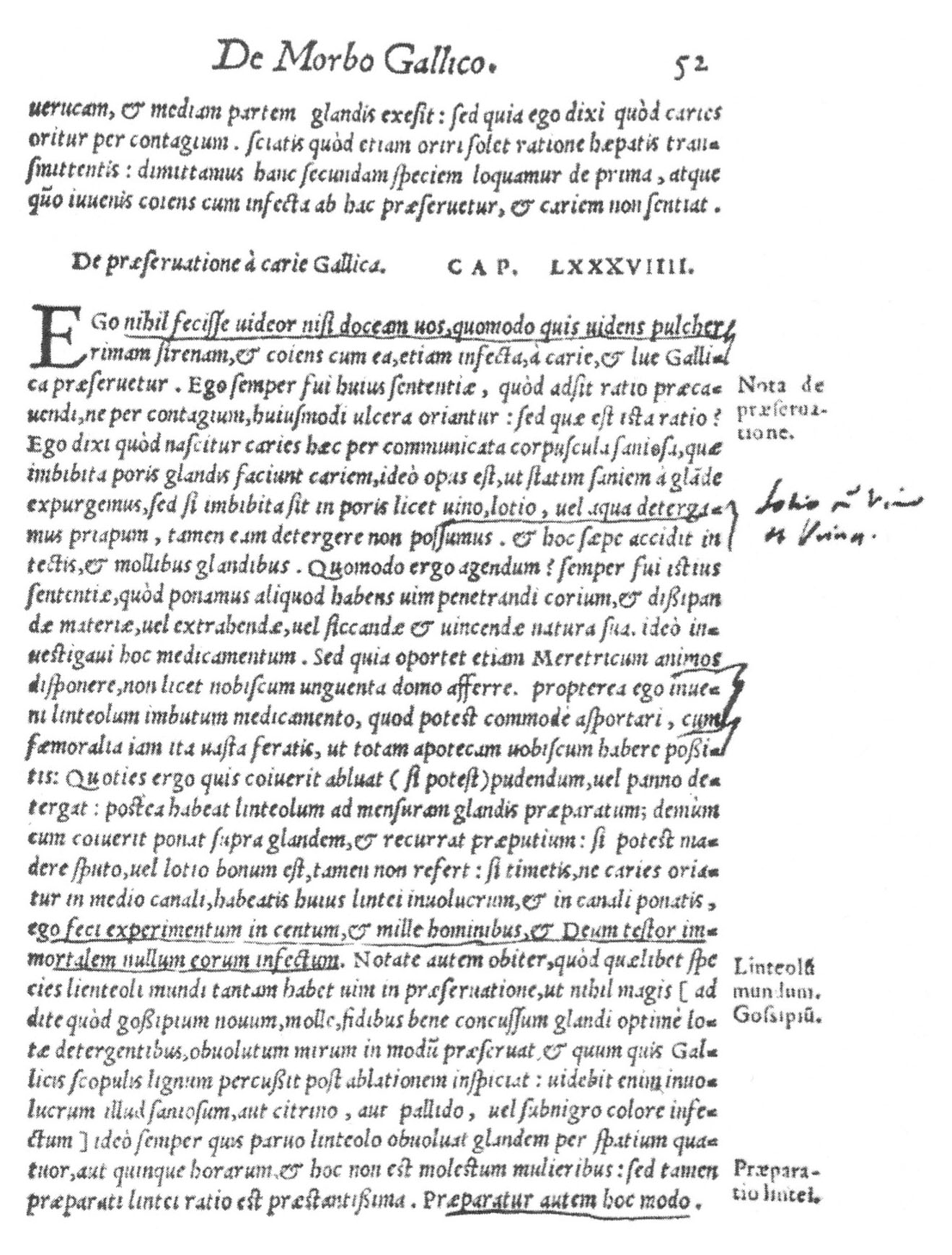
Uma página de De Morbo Gallico (A Doença Francesa), tratado de Gabriele Falloppio sobre a sífilis. Publicado em 1564, oferece a primeira descrição incontestada sobre o uso de preservativo.

### Da Antiguidade ao século XIX
A utilização de preservativos na Antiguidade é ainda objeto de debate entre arqueólogos e historiadores. Nas civilizações egípcia, grega e romana, a prevenção da gravidez era geralmente vista como responsabilidade da mulher, e os únicos métodos contraceptivos amplamente documentados são métodos controlados pela mulher. Na Ásia anterior ao século XV há registo do uso de preservativos que apenas cobriam a glande do pénis, embora tal fosse restrito às classes superiores e apenas com o intuito contraceptivo. Na China, é provável que os preservativos para a glande tenham sido fabricados em papel de seda oleado ou a partir de intestino de cordeiro.
A primeira estirpe documentada de sífilis, que apareceu durante uma epidemia europeia na década de 1490, provocava diversos sintomas e frequentemente a morte poucos meses após a contracção da doença. Na Itália do século XVI, Gabriele Falloppio escreveu um tratado sobre a sífilis, no qual se inclui a mais antiga descrição incontestada do uso de preservativos. Refere panos de linho mergulhados numa solução química, posteriormente secos antes de serem usados. O tecido era usado para cobrir a glande do pénis e seguro no local através de um laço. Falloppio alegava que um ensaio experimental da folha de linho tinha demonstrado ser eficaz na protecção contra a sífilis.
Em épocas posteriores, o uso de coberturas para o pénis com o intuito de protecção contra doenças é amplamente descrito por toda a Europa. A primeira indicação de que estes dispositivos eram também usados para controlo de natalidade, e não apenas para doenças, é uma obra teológica de 1605 De iustitia et iure (Da Justiça e da Lei), da autoria do teólogo católico Leonardus Lessius, que condenava os preservativos como imorais. Para além do linho, durante o Renascimento os preservativos eram feitos de intestinos e tecido da bexiga. Em finais do século XV, os comerciantes holandeses introduziram no Japão preservativos feitos de pele que cobriam o pénis por completo.
A partir do século XVIII, o uso do preservativo encontrou oposição em alguns círculos religiosos, médicos e legislativos, devido essencialmente às mesmas razões apontadas ainda hoje: os preservativos reduzem a probabilidade de gravidez, o que alguns defendem ser imoral ou indesejável; não oferecem protecção total em relação a infecções sexualmente transmissíveis, ao passo que a crença nesta imunidade pode encorajar a promiscuidade sexual; e não são usados de forma consistente devido à pouca conveniência, custo ou diminuição da sensação física. Apesar de alguma oposição, o mercado do preservativo cresceu rapidamente. Em meados do século XVIII os preservativos estavam já disponíveis numa ampla gama de qualidades e tamanhos, fabricados quer a partir de linho tratado com químicos ou pele (da bexiga ou intestino, amaciada através de um tratamento à base de enxofre e lixívia). Eram vendidos em tabernas, barbearias, drogarias, mercados ao ar livre e em teatros por toda a Europa e Rússia. Mais tarde começaram a ser comercializados na América, embora geralmente fossem apenas usados pelas classes média e alta, devido ao elevado custo e ausência de educação sexual.

### De 1800 até à década de 1920

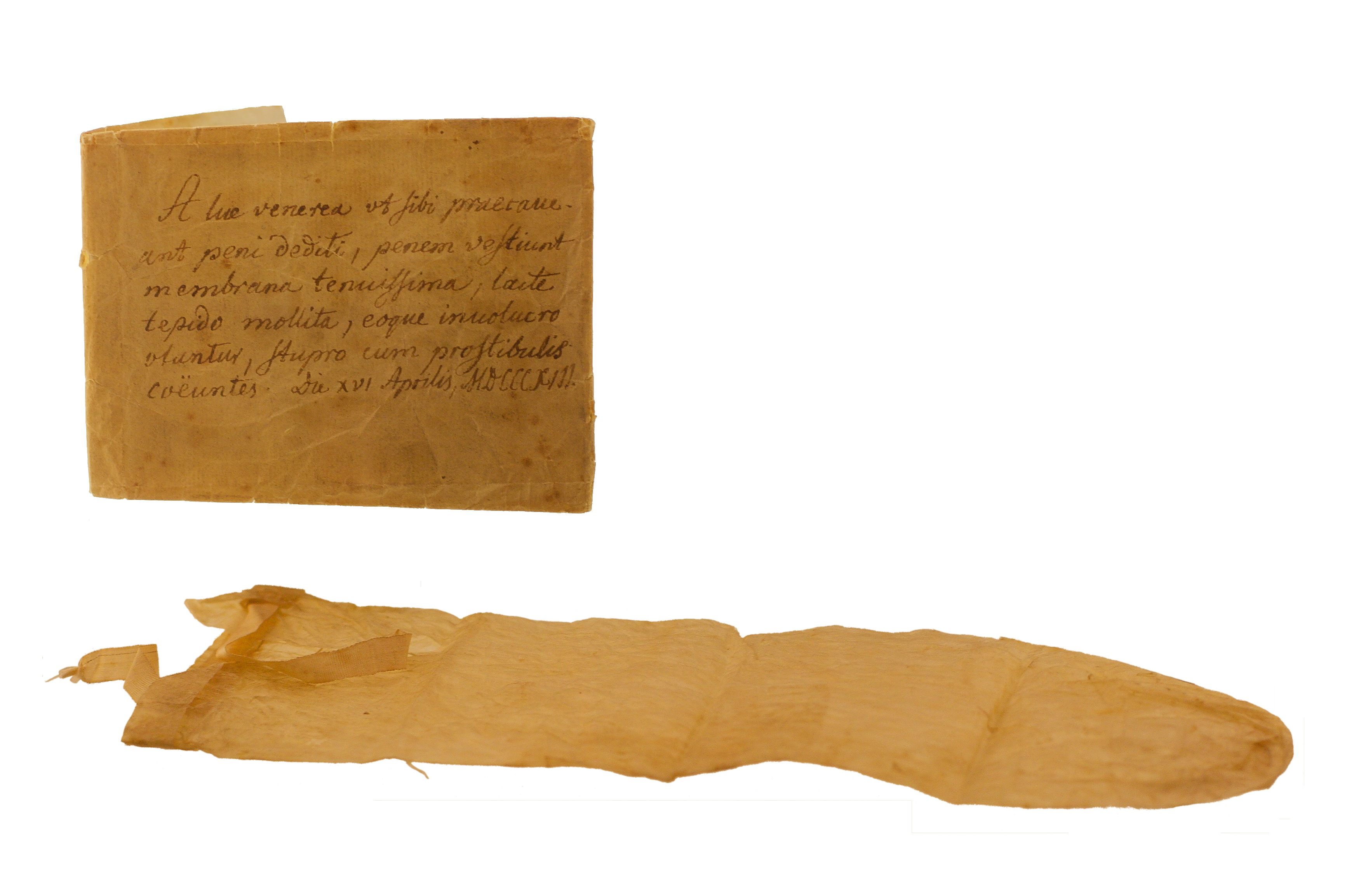
Preservativo e respetivo manual em latim, 1813. Antes do aparecimento da borracha, os preservativos eram fabricados a partir de linho ou pele amaciada através de um tratamento de enxofre e lixívia.

Durante início do século XIX assistiu-se pela primeira vez à promoção de contraceptivos entre as classes mais desfavorecidas. No entanto, os especialistas em contracepção continuavam a preferir outros métodos de controlo de natalidade. As feministas deste período defendiam que a contracepção deveria ser uma questão exclusiva da mulher e desaprovavam métodos controlados pelo homem, como o preservativo. Vários autores citam também o facto dos preservativos serem dispendiosos e pouco fiáveis (era frequente abrirem-se orifícios, deslizarem ou rasgarem-se), embora referissem que para alguns pudesse ser uma boa opção e que o preservativo era o único contraceptivo que também protegia contra doenças. Vários países adoptaram leis que impediam o fabrico e a promoção de contraceptivos. Apesar destas restrições, os preservativos começam a ser promovidos em anúncios de jornais e em campanhas de rua, recorrendo a eufemismos em locais onde a sua divulgação era proibida. Na Europa e nos Estados Unidos eram muitas vezes distribuídas instruções para o fabrico de preservativos em casa.
A partir da segunda metade do século XIX, a incidência de doenças sexualmente transmissíveis disparou nos Estados Unidos. Entre as causas apontadas pelos historiadores estão a Guerra Civil e ignorância em relação aos métodos de contracepção, devido à Lei de Comstock. Para combater a crescente epidemia foram criadas pela primeira vez aulas de educação sexual nas escolas públicas, que esclareciam o público em relação a doenças venéreas e à sua transmissão, embora geralmente ensinassem que a abstinência era a única forma de prevenção. O preservativo não era promovido, uma vez que a comunidade médica e alguns sectores da sociedade consideravam as DST um castigo por conduta sexual imprópria. O estigma contra as vítimas destas doenças era de tal ordem que muitos hospitais se recusavam a tratar doentes com sífilis. Apesar da oposição social e legal, em finais do século XIX o preservativo era já o mais popular método contraceptivo no Ocidente.

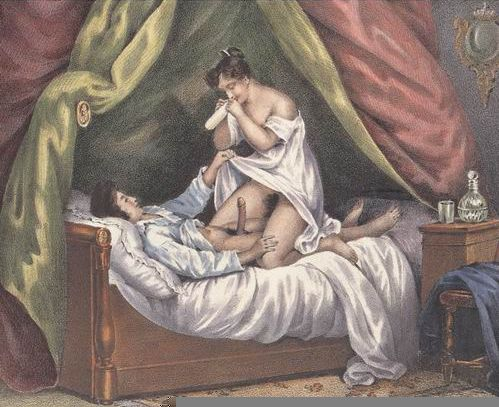
A Amante Cautelosa, litografia de 1860. A mulher insufla um preservativo de modo a se aperceber de eventuais orifícios. Nesta época, os preservativos eram reutilizados diversas vezes

Em 1839, Charles Goodyear descobriu uma forma de processar borracha natural de forma a torná-la consistentemente elástica, uma vez que é demasiado rígida fria e demasiado flexível quente. Isto viria a ter implicações no fabrico de preservativos, uma vez que ao contrário dos preservativos de origem animal, os preservativos de borracha podiam esticar e não se rompiam facilmente durante o uso. O processo de vulcanização foi patenteado por Goodyear em 1844. Os primeiros preservativos de borracha tinham uma costura, sendo tão espessos como a câmara de ar de uma bicicleta. Durante várias décadas, os preservativos de borracha eram fabricados envolvendo tiras de borracha crua em torno de um molde com a forma do pénis, depois mergulhado numa solução química para a cura da borracha. Em 1912, o inventor polaco Julius Fromm desenvolveu uma nova técnica de fabrico de preservativos, mergulhando moldes de vidro numa solução de borracha. Este método exigia que fosse acrescentada gasolina ou benzina à borracha para a tornar líquida. Em 1920 foi inventado o látex, que consiste em borracha suspensa em água. A produção de preservativos de látex era menos trabalhosa do que o mergulho em borracha, que depois necessitava de ser amaciada e cortada. A utilização de água para suspender a borracha em vez de gasolina ou benzina eliminou o risco de incêndios associado às fabricas de preservativos. Os preservativos de látex eram também superiores do ponto de vista da utilização: mais resistentes e mais finos do que os de borracha e com um prazo de validade de cinco anos, quando comparado com os três meses dos de borracha.
Até à década de 1920, todos os preservativos eram fabricados à mão por operários pouco qualificados. Ao longo dessa década foram introduzidos vários processos automáticos, sendo a primeira linha totalmente automatizada introduzida em 1930. Os maiores fabricantes de preservativos adquirem linhas de produção mecanizadas, afastando os pequenos produtores do mercado. Os preservativos de pele, agora bastante mais caros do que os de látex, tornam-se restritos a um nicho de mercado.
O exército alemão foi o primeiro a promover o uso do preservativo entre os soldados, a partir de finais do século XIX. Algumas experiências norte-americanas durante o início do século XX concluíram que distribuir preservativos entre os soldados diminuía consideravelmente as taxas de infecção com doenças sexualmente transmissíveis. Todos os países intervenientes na Primeira Guerra Mundial, à excepção dos Estados Unidos, distribuíram preservativos entre o exército, promovendo o seu uso através de várias campanhas. Durante o pós guerra, os exércitos europeus continuaram a distribuir preservativos entre os soldados como forma de prevenir infecções, até mesmo em países cujo uso era proibido entre a generalidade da população.
Nas décadas posteriores à I Guerra Mundial, continuaram a existir obstáculos sociais e legais em relação ao uso do preservativo por toda a Europa e América do Norte. Sigmund Freud opunha-se a qualquer método de controlo de natalidade, alegando que a sua taxa de insucesso era demasiado elevada, opondo-se em particular ao uso do preservativo, que argumentava diminuir o prazer sexual. Algumas feministas continuavam a opor-se a métodos contraceptivos controlados pelo homem, como os preservativos. Em 1920 as Conferências de Lambeth da Igreja Anglicana condenaram todos os "meios de evitar a concepção que não fossem naturais". Ao longo da década de 1920, o slogan facilmente memorizável e o cuidado com a embalagem tornam-se uma técnica de promoção cada vez mais importante para os bens de consumo, entre os quais os preservativos. O controlo de qualidade torna-se cada vez mais comum, consistindo sobretudo no enchimento de cada preservativo com ar, seguido por um de vários métodos para detectar qualquer diminuição de pressão. Na mesma década, a venda de preservativos à escala mundial duplicou.

### De 1930 à actualidade

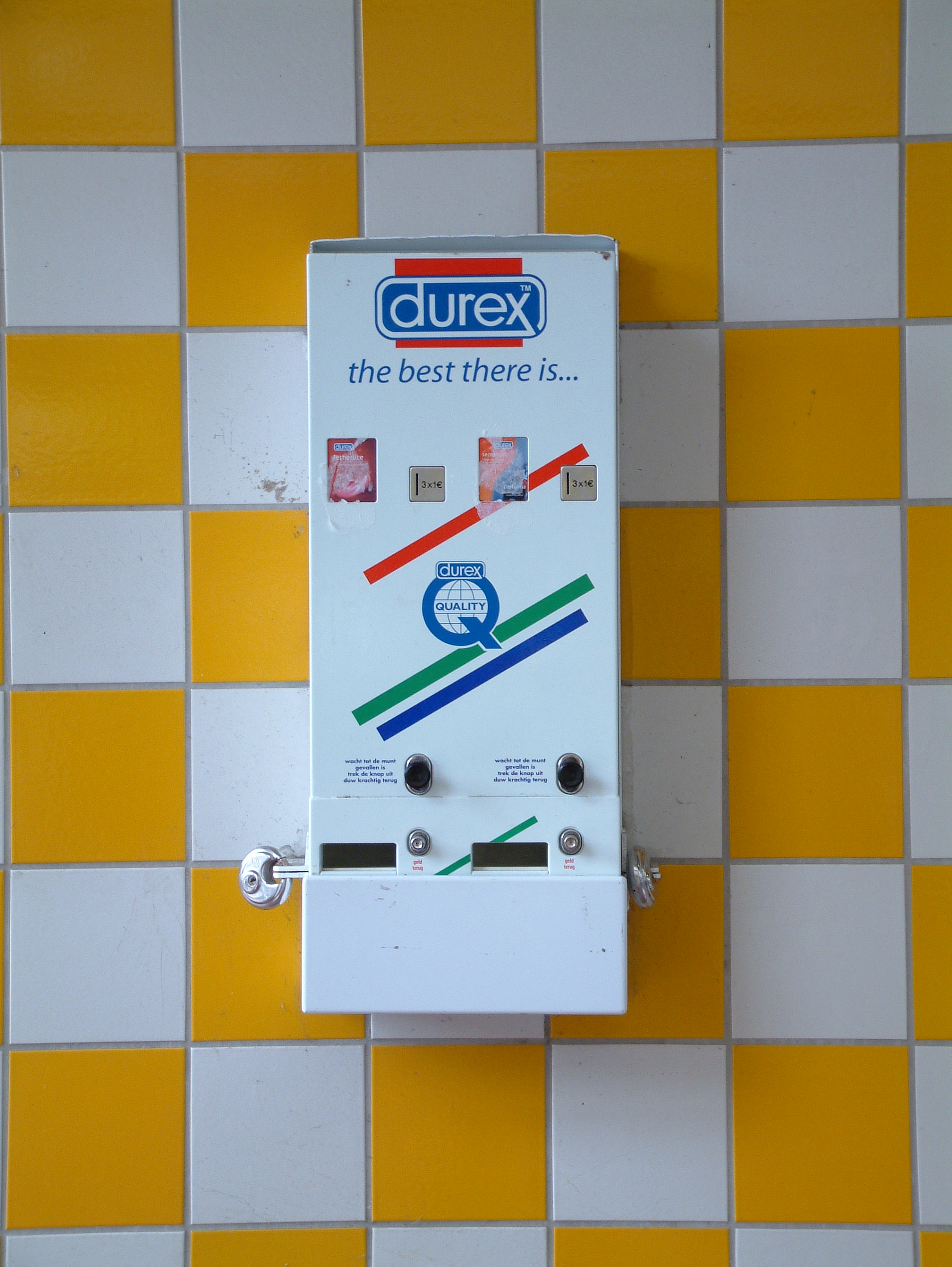
A proliferação de máquinas de venda automática de preservativos no exterior de farmácias, sanitários, áreas de serviço e espaços comerciais na década de 1980 veio facilitar e democratizar o acesso ao preservativo

Em 1930, as Conferências de Lambeth da Igreja Anglicana sancionam o uso de métodos contraceptivos por casais. Em 1931, o Conselho Nacional de Igrejas dos Estados Unidos emite uma declaração semelhante. A Igreja Católica Romana emite também a encíclica Casti connubii, afirmando a sua oposição a todos os contraceptivos, uma posição que ainda hoje mantém. Ao longo da década de 1930 começa a haver maior permissividade nas restrições legais ao uso de preservativos. No entanto, a Itália fascista e a Alemanha nazi aumentam as restrições aos preservativos, embora tenham permitido a sua distribuição para a prevenção da transmissão de doenças venéreas. Ao longo da Segunda Guerra Mundial, o uso do preservativo foi amplamente promovido entre os exércitos através de filmes, cartazes e palestras, inclusive por parte da própria Alemanha, que em 1941 tinha proibido por completo o seu uso entre civis.
Após a guerra, as vendas de preservativos continuam a crescer. Entre 1955 e 1965, 42% dos norte-americanos em idade fértil usavam o preservativo como método preferencial de controlo de natalidade. Em Inglaterra, entre 1950 e 1960, 60% dos casais casados usavam preservativos. No entanto, a partir da sua estreia em 1960, a pílula contraceptiva oral combinada tornar-se-ia o método contraceptivo mais popular, embora o preservativo tenha sempre continuado em segundo nas preferências do mundo Ocidental. O uso de preservativos tem também sido promovido em campanhas de controlo de natalidade em regiões em vias de desenvolvimento. Nas décadas de 1960 e 1970, ao mesmo tempo que é reforçada a regulamentação sobre qualidade, são removidos os últimos obstáculos legais ao uso de preservativos. Continuaram a haver, no entanto, algumas restrições em publicidade. Nos Estados Unidos, por exemplo, os anúncios televisivos a preservativos foram banidos até à revogação em 1979. Após a descoberta no início da década de 1980 de que a SIDA podia também ser transmitida por via sexual, começou-se a encorajar o uso de preservativos para prevenir a transmissão do VIH. Apesar da oposição de alguns sectores políticos e religiosos, são realizadas várias campanhas nacionais de promoção do preservativo na Europa e na América do Norte, responsáveis pelo aumento significativo do seu uso.
Devido à procura crescente e uma maior aceitação social, os preservativos começam a ser vendidos nas mais diversas superfícies comerciais, incluindo supermercados, estações de serviço e máquinas de distribuição automática no exterior de farmácias e em locais de diversão noturna. As vendas de preservativos aumentaram progressivamente até 1994, data em que a atenção da comunicação social à pandemia de SIDA começou a diminuir. O fenómeno do uso cada vez menor de preservativos para prevenir a transmissão de infecções tem sido denominado "fadiga da prevenção", sendo relatada tanto na Europa como na América do Norte. Em resposta, os fabricantes têm vindo a alterar o tom da publicidade, de assustadora para humorística.
O mercado dos preservativos continua a acolher inovações tecnológicas. O primeiro preservativo de poliuretano foi introduzido na década de 1990, e o primeiro com tamanho personalizado introduzido em 2003. Prevê-se que o uso à escala global continue a crescer. Um estudo concluiu que em 2015 os países em vias de desenvolvimento precisarão de 18,8 mil milhões de preservativos. À data de setembro de 2013, estão disponíveis gratuitamente preservativos nas prisões da União Europeia, Brasil, Canadá, Austrália, Indonésia e África do Sul.

## Sociedade e cultura

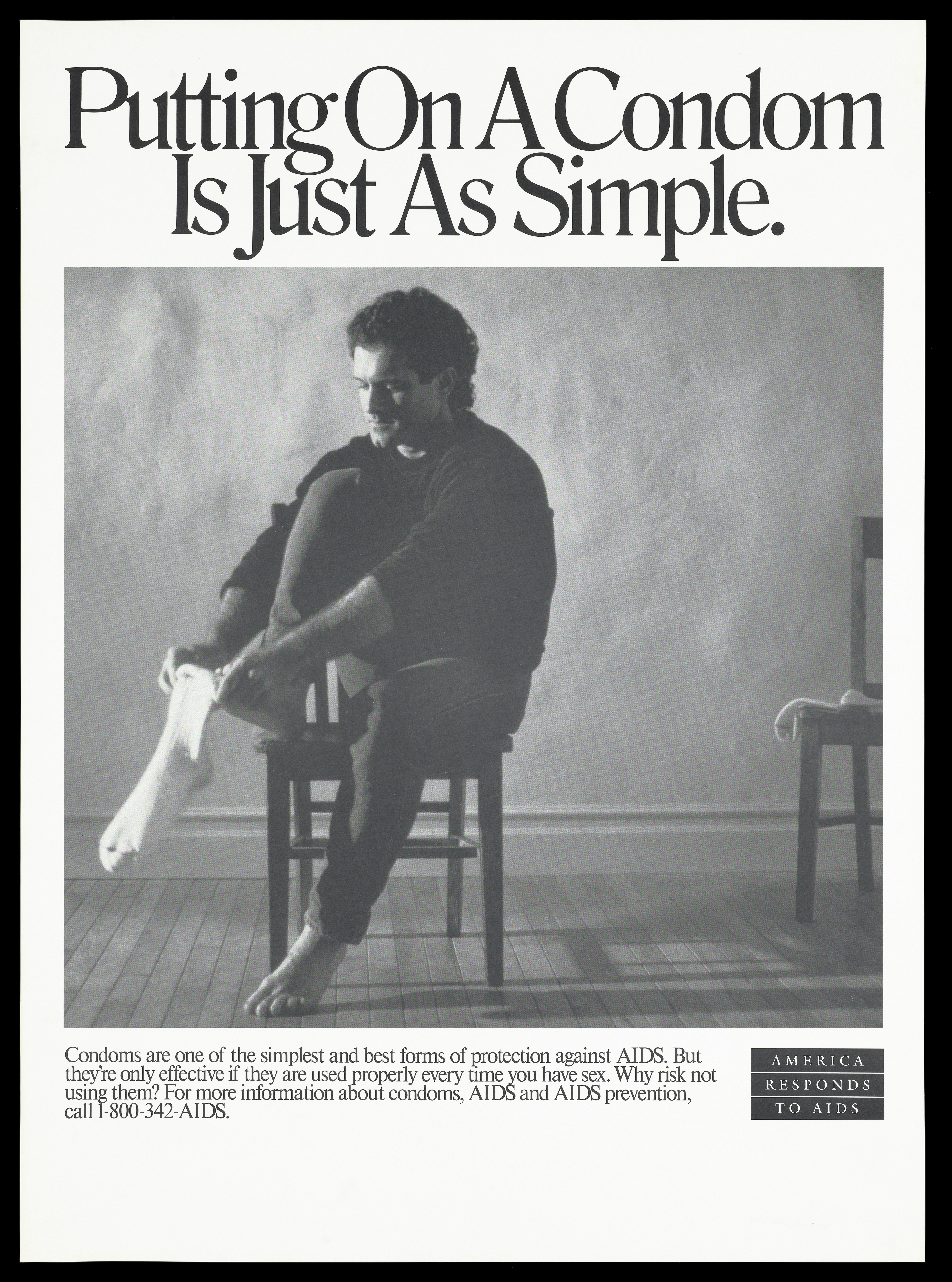
Campanha de consciencialização para a SIDA nos Estados Unidos, promovendo o uso de preservativo. As barreiras culturais e religiosas ao uso do preservativo persistem, apesar dos imensos benefícios e consenso científico sobre a sua eficácia na prevenção de doenças mortais.

Apesar da demonstração dos imensos benefícios do preservativo e do consenso científico em relação ao seu uso, sobretudo entre especialistas de saúde sexual, persistem ainda algumas críticas a nível moral e científico, sobretudo ao longo do último século à medida que a investigação e popularidade aumentaram.

### Barreiras culturais à utilização
Na maior do mundo ocidental, a introdução da pílula na década de 1960 está associada ao declínio do uso de preservativo. No Japão, os contraceptivos orais só foram aprovados para consumo em setembro de 1999 e, ainda assim, de acesso mais restrito do que noutras nações industrializadas. Em função desta restrição, o Japão tem a mais alta taxa de uso de preservativo no mundo, cerca de 80% em 2008.
As atitudes culturais em relação aos papéis sociais de género, contracepção e comportamento sexual variam de forma significativa em todo o mundo, desde as extremamente conservadores às extremamente liberais. Em regiões ou sociedades onde o preservativo é mal compreendido, reprovado socialmente ou diabolizado, há um impacto directo na prevalência do seu uso. Em países menos desenvolvidos ou entre estratos sociais com menos educação, as ideias erradas sobre a forma como funciona a transmissão de doenças e a concepção afectam de forma negativa o uso de preservativo. Em culturas onde o homem tenha um papel preponderante, a mulher pode não se sentir confortável em exigir ao seu parceiro sexual que use preservativo. Por exemplo, um estudo realizado entre a comunidade latino-americana na América do Norte concluiu que as mulheres se sentem frequentemente intimidadas para discutir e negociar o uso de preservativo com os seus parceiros sexuais, descrevendo receios de irritação ou episódios de violência doméstica em consequência do machismo fortemente enraizado na sua cultura. Foi observado um fenómeno semelhante entre mulheres afro-americanas, que descreviam o medo de violência ao sugerir ao parceiro sexual o uso de preservativo.
Em África, a promoção do uso de preservativo em algumas regiões tem sido impedida por campanhas antipreservativo por parte de alguns clérigos muçulmanos e católicos. Entre os Masai da Tanzânia, o uso do preservativo é travado por uma aversão ao conceito de "desperdiçar" esperma, ao qual é dada importância sociocultural para lá da reprodução. Acredita-se que o esperma seja um elixir para a mulher, tendo efeitos benéficos na saúde. As mulheres Masai acreditam que, depois de conceber um filho, devam praticar repetidamente o acto sexual de forma a que o esperma adicional ajude ao crescimento do filho. Os Masai consideram também que o preservativo cause impotência.  Algumas mulheres em África acreditam que os preservativos sejam apenas para prostitutas e que as mulheres "respeitáveis" não os devam usar. Alguns clérigos chegam a promover a ideia de que os preservativos são deliberadamente infectados com VIH.

### Perspetivas religiosas
A Igreja Católica Romana opõe-se a qualquer tipo de acto sexual fora do casamento, assim como a qualquer acto sexual no qual as probabilidades de concepção tenham sido reduzidas de forma intencional (por exemplo, com recurso a cirurgia anticoncepcional) ou através de objetos externos (por exemplo, preservativos).
O uso de preservativo para prevenir a transmissão de doenças sexualmente transmissíveis em particular não é abordado pela doutrina católica, sendo actualmente um tema de debate entre teólogos e autoridades católicas. Algumas individualidades, como o cardeal belga Godfried Danneels, acreditam que a Igreja católica deve apoiar activamente o uso de preservativo enquanto forma de prevenção de doenças, sobretudo doenças graves como a SIDA. No entanto, a perspectiva da maioria – incluindo as declarações do Vaticano – é a de que os programas de incentivo ao seu uso incentivam também a promiscuidade, aumentando assim a transmissão de doenças sexualmente transmissíveis. Esta perspetiva foi reiterada em 2009 pelo Papa Bento XVI. A Igreja Católica Romana, a maior instituição religiosa do mundo, lidera centenas de programas dedicados a combater a epidemia de SIDA em África. A sua oposição ao uso de preservativo nestes programas tem sido particularmente controversa.
Durante uma entrevista em novembro de 2011, o Papa Bento XVI defendeu pela primeira vez o uso de preservativo enquanto método de prevenção de doenças sexualmente transmissíveis, tendo declarado que o uso do preservativo pode ser justificado em determinados casos de modo a reduzir o risco de infecção com VIH. O papa referiu como exemplo os prostitutos masculinos, o que gerou alguma confusão inicial sobre se a declaração se aplicaria apenas a prostitutos homossexuais. No entanto, Federico Lombardi, porta voz do Vaticano, viria a público esclarecer que se a decisão se aplicava a todos os prostitutos, independentemente do sexo e da orientação sexual. Ficou no entanto por esclarecer se os princípios do Vaticano sobre sexualidade e contracepção tinham ou não mudado.

### Ciência e ambiente
Alguns investigadores têm-se mostrado preocupados com determinados produtos que são por vezes acrescentados aos preservativos, nomeadamente talco e nitrosaminas. Antes de serem embalados, os preservativos de látex são polvilhados com uma substância liofilizada de modo a prevenir que o preservativo fique colado depois de enrolado. Até há algum tempo, a maior parte dos fabricantes usava talco; atualmente o produto mais usado é o amido de milho. O talco é tóxico se penetrar na cavidade abdominal através da vagina. O amido de milho é considerado seguro, embora alguns investigadores tenham levantado algumas questões também sobre o seu uso.
Acredita-se que uma das substâncias usadas para melhorar a elasticidade dos preservativos de látex contenha nitrosaminas, que são potencialmente carcinogénicas em seres humanos. Um estudo de 2001 demonstrou que a exposição do ser humano a nitrosaminas é entre mil a dez mil vezes superior em alimentos e tabaco do que no uso de preservativo, tendo concluído que o risco de cancro é muito baixo. No entanto, um estudo de 2004 detectou nitrosaminas em 29 de 32 marcas de preservativos testadas e concluiu que a exposição resultante dos preservativos era de 1,5 a 3 vezes superior à dos alimentos.
O uso em larga escala de preservativos descartáveis têm levantado preocupações relativas ao seu impacto ambiental, quer pelo acúmulo de lixo, quer pela sua deposição em aterros sanitários, onde eventualmente podem contaminar a natureza, caso não sejam incinerados. Os preservativos de poliuretano, em particular, dado que são uma forma de plástico não são biodegradáveis, enquanto que os de látex demoram imenso tempo a degradar-se. As entidades públicas recomendam que os preservativos usados sejam depositados em recipientes próprios para o lixo, e não em sanitas onde podem causar prejuízos na canalização. Para além disso, as embalagens de alumínio ou plástico também não são biodegradáveis. Apesar disto, considera-se que os inúmeros benefícios que o preservativo oferece relativizam esta situação.
Embora biodegradáveis, os preservativos de látex são prejudiciais ao ambiente caso não sejam descartados de forma apropriada. Os preservativos, a par de outros detritos marinhos, depositam-se sobre os recifes de corais, ervas-marinhas e outros elementos do fundo do mar, havendo o risco dos animais poderem confundir o lixo com comida.

## Investigação
Um preservativo invisível, desenvolvido na Universidade Laval no Canadá, consiste num gel que endurece perante o aumento da temperatura após a penetração. Em laboratório, tem demonstrado ser eficaz no bloqueio do VIH e do vírus herpes simplex. A barreira liquefaz-se passado algumas horas. À data de 2005, o preservativo invisível estava ainda na fase de ensaio clínico e não tinha sido aprovado para uso.
Também em 2005 foi desenvolvido um preservativo tratado com um composto erectogénico, destinado a ajudar o utilizador a manter a erecção, o que também ajuda a prevenir as situações de deslize. À data de 2007, encontrava-se ainda na fase de ensaio clínico. Em 2009 foi introduzido no mercado um preservativo lubrificado com um gel em cuja composição se encontra um aminoácido denominado I-arginina, destinado a melhorar a resposta eréctil.